# Intel Core i3
Intel Core i3 é a família de processadores  da Intel, destinado a Desktops x86-64. Concebido no mesmo ano que o processador Core i5, o processador Core i3 é o processador de menor poder de processamento se comparado aos seus irmãos Core i7 e Core i5, da família Nehalem. O recurso Hyper-Threading estará ativado nesses modelos permitindo que o processador possa simular a existência de um maior número de núcleos, fazendo com que o desempenho do processador aumente significativamente.

## Inovação
Da mesma forma que os processadores Core i5 e Core i7, o processador Core i3 utiliza um controlador interno de memória. Já o núcleo que o processador Core i3 utiliza se chama Arrandale. Mais especificamente o processador Core i3 possui 2 núcleos de processamento físicos e dois virtuais, ou seja, ele já possui dois núcleos de processamento de carácter físicos e simula mais dois. A tecnologia que possibilita isso se chama Hyper Threading (HT). A Intel promete inovar na sua nova série de processadores da família Nehalem implementando no processador Core i3 e Core i5 a utilização de uma controladora gráfica PCI-Express, que agilizará ainda mais a comunicação com chipset utilizando a interface DMI. É equipado com o acelerador de mídia gráfica de alta definição que proporciona reprodução de alta definição e com recursos avançados de 3D. O que faz com que o processador Core i3 seja diferente dos seus irmãos se da ao fato de que a nova série Core i3 pretende revolucionar utilizando uma lisura em 32 nm(nano).

## Modelos e séries
Clarkdale (32 nm)
- Baseado na arquitetura Westmere.
- Todos modelos suportam instruções: MMX, SSE, SSE2, SSE3, SSSE3, SSE4.1, SSE4.2, Enhanced Intel SpeedStep Technology (EIST), Intel 64, XD bit , Intel VT-x, Hyper-Threading, Smart Cache.
- A arquitetura de comunicação FSB foi substituído pela arquitetura DMI.
- Tamanho do Die: 81 mm²
- Transistores: 382 milhões
- Versões : C2, K0

| Modelo                | Cores | Threads | Frequencia | Frequencia | Frequencia | Cache    | Cache     | Cache | Mult. | Tensão | Revisão | TDP  | Bus                                     | Soquete | Referência | Comercialização | Comercialização | Comercialização |
| Modelo                | Cores | Threads | Cores      | Turbo      | IGP        | L1       | L2        | L3    | Mult. | Tensão | Revisão | TDP  | Bus                                     | Soquete | Referência | Lançamento      | Fim             |                 |
| --------------------- | ----- | ------- | ---------- | ---------- | ---------- | -------- | --------- | ----- | ----- | ------ | ------- | ---- | --------------------------------------- | ------- | ---------- | --------------- | --------------- | --------------- |
| Core i3 500 (Desktop) |       |         |            |            |            |          |           |       |       |        |         |      |                                         |         |            |                 |                 |                 |
| 560                   | 2     | 4       | 3.33 GHZ   | -          | 733 MHz    | 2 × 64KB | 2 × 256KB | 4MB   | 25    |        |         | 73 W | DMI + FDI + 2×DDR3 + 16×PCI-express 2.0 | LGA1156 |            |                 |                 |                 |
| 550                   | 2     | 4       | 3.20 GHz   | -          | 733 MHz    | 2 × 64KB | 2 × 256KB | 4MB   | 24    |        |         | 73 W | DMI + FDI + 2×DDR3 + 16×PCI-express 2.0 | LGA1156 |            |                 |                 |                 |
| 540                   | 2     | 4       | 3.06 GHZ   | -          | 733 MHz    | 2 × 64KB | 2 × 256KB | 4MB   | 23    |        |         | 73 W | DMI + FDI + 2×DDR3 + 16×PCI-express 2.0 | LGA1156 |            | 5 janeiro 2010  |                 |                 |
| 530                   | 2     | 4       | 2.93 GHz   | -          | 733 MHz    | 2 × 64KB | 2 × 256KB | 4MB   | 22    |        |         | 73 W | DMI + FDI + 2×DDR3 + 16×PCI-express 2.0 | LGA1156 |            | 5 janeiro 2010  |                 |                 |

Arrandale (32 nm)
- Baseado na arquitetura Westmere.
- Todos modelos suportam instruções: MMX, SSE, SSE2, SSE3, SSSE3, SSE4.1, SSE4.2, Enhanced Intel SpeedStep Technology (EIST), Intel 64, XD bit , Intel VT-x, Hyper-Threading, Smart Cache.
- A arquitetura de comunicação FSB foi substituído pela arquitetura DMI.
- Tamanho do Die: 81 mm²
- Transistores: 382 milhões
- Versões : C2, K0

| Modelo        | Cores | Threads | Frequencia | Frequencia | Frequencia | Cache     | Cache      | Cache | Mult. | Tensão | Revisão | TDP  | Bus                                              | Soquete        | Referencia | Comercialização   | Comercialização | Comercialização |
| Modelo        | Cores | Threads | Cores      | Turbo      | IGP        | L1        | L2         | L3    | Mult. | Tensão | Revisão | TDP  | Bus                                              | Soquete        | Referencia | Lançamento        | Fim             |                 |
| ------------- | ----- | ------- | ---------- | ---------- | ---------- | --------- | ---------- | ----- | ----- | ------ | ------- | ---- | ------------------------------------------------ | -------------- | ---------- | ----------------- | --------------- | --------------- |
| Core i3 300M  |       |         |            |            |            |           |            |       |       |        |         |      |                                                  |                |            |                   |                 |                 |
| 380M          | 2     | 4       | 2.53 GHz   | -          | 500 MHz    | 2 × 64 Kb | 2 × 256 Kb | 3MB   | 19    |        |         | 35 W | DMI 4,8 GT/s + FDI + 2×DDR3 + 16×PCI-express 2.0 | PGA988         |            |                   |                 |                 |
| 370M          | 2     | 4       | 2.40 GHz   | -          | 500 MHz    | 2 × 64 Kb | 2 × 256 Kb | 3MB   | 18    |        |         | 35 W | DMI 4,8 GT/s + FDI + 2×DDR3 + 16×PCI-express 2.0 | PGA988         |            | 3e trimestre 2010 |                 |                 |
| 350M          | 2     | 4       | 2.26 GHz   | -          | 500 MHz    | 2 × 64 Kb | 2 × 256 Kb | 3MB   | 17    |        |         | 35 W | DMI 4,8 GT/s + FDI + 2×DDR3 + 16×PCI-express 2.0 | BGA1288 PGA988 |            | 7 janeiro 2010    |                 |                 |
| 330M          | 2     | 4       | 2.13 GHz   | -          | 500 MHz    | 2 × 64 Kb | 2 × 256 Kb | 3MB   | 16    |        |         | 35 W | DMI 4,8 GT/s + FDI + 2×DDR3 + 16×PCI-express 2.0 | BGA1288 PGA988 |            | 7 janeiro 2010    |                 |                 |
| Core i3 300UM |       |         |            |            |            |           |            |       |       |        |         |      |                                                  |                |            |                   |                 |                 |
| 330UM         | 2     | 4       | 1.20 GHz   | -          | 166 MHz    | 2 × 64 Kb | 2 × 256 Kb | 3     | 9     |        |         | 18 W | DMI 2,5 GT/s                                     | BGA1288        |            | 25 mai 2010       |                 |                 |